# Поглазов, Владимир Петрович
Владимир Петрович Поглазов (8 января 1945 — 15 января 2018) — советский и российский актёр и театральный педагог.

## Биография
Родился 8 января 1945 года.
В 1971 году окончил Театральное училище имени Щукина (курс Ю. В. Катина-Ярцева). Среди его сокурсников — Юрий Богатырёв, Наталья Гундарева, Валентина Николаенко, Константин Райкин.
Более 20 лет проработал в Московском театре «Современник» как артист и режиссёр.
С 1974 года более сорока лет преподавал в Театральном институте имени Бориса Щукина. Заслуженный преподаватель ТИ им. Б. Щукина, профессор.
Как художественный руководитель выпустил курсы 1991, 1998 (Ингушская национальная студия), 2006, 2011 годов. Набрал основной курс и курс дополнительного образования, которые выпустились уже после его смерти, в 2019 году. Среди учеников: Юлия Такшина, Мария Машкова, Антон Фёдоров и многие другие.
Был главным режиссёром «Классного театра на Лесной», а также руководил коллективом «Компания Владимира Поглазова».
Заслуженный деятель искусств РФ (1995).
Заслуженный деятель искусств Республики Ингушетия.
Скончался 15 января 2018 года.
Похоронен на Кузьминском кладбище Москвы .

## Актёрские работы
Московский театр «Современник»:
- Бухов — «Валентин и Валентина» М.Рощин (1971, реж. В.Фокин)
- Трофимов Пётр Сергеевич, студент — «Вишнёвый сад», А.Чехов (1976, реж. Г.Волчек)
- Браконьер — «Не стреляйте в белых лебедей» Б.Васильев (1976, реж. В.Фокин)
- Начальник шахты «Свой остров» Р. Каугвер (постановка Г. Б. Волчек, режиссёр С. Артамонов)
- Доктор «Принцесса и дровосек» Г. Волчек, М. Микаэлян (режиссура Г. Б. Волчек и О. И. Даль)
- Хомутов «Провинциальные анекдоты» (Двадцать минут с ангелом) А. Вампилов (постановка В. В. Фокина)
- Иван Иванович «Обыкновенная история» И. А. Гончаров инсценировка В. С. Розова (режиссёр Г. Б. Волчек)
- Василий Аносов «Вечно живые» В. С. Розов (постановка О. Н. Ефремова, режиссёр Г. Б. Волчек)
- Гость «Четыре капли» (Праздник) В. С. Розов (режиссёр В. В. Фокин)
- Редактор военной газеты «Из записок Лопатина» К. М. Симонов (режиссёр И. Л. Райхельгауз)
- Пятница «Белоснежка и семь гномов» Л. Устинов, О. Табаков (режиссёр О. П. Табаков)
- Работник отдела кадров «Погода на завтра» М. Ф. Шатров (постановка Г. Б. Волчек, И. Л. Райхельгауза, В. В. Фокина)
- Цюрупа «Большевики» (Тридцатое августа) М. Ф. Шатров (постановка О. Н. Ефремова, режиссёр Г. Б. Волчек)
- Старшина «А поутру они проснулись…» В. М. Шукшин (постановка И. Л. Райхельгауз, руководитель постановки Г. Б. Волчек)
- Маленький водяной «Принцесса и дровосек» Г. Волчек, М. Микаэлян (режиссура: Г. Б. Волчек и О. И. Даль)
- Зима «Дороже жемчуга и злата» Х. К. Андерсен (режиссёр Г. С. Соколова)
- Капитан затонувшего корабля «Двенадцатая ночь» У. Шекспир (постановка Питера Джеймса (Англия)
- Помощник Лоншакова «Обратная связь» А. Гельман (постановка Г. Б. Волчек, режиссёр М. Али-Хусейн)
- Константин Аносов «Вечно живые» В. С. Розов (постановка О. Н. Ефремова, режиссёр Г. Б. Волчек)
- Офицер «Дни Турбиных» М. А. Булгаков (постановка И. В. Кваши)
- Священник «Поиск 891» Ю. Семёнов (постановка Г. Б. Волчек, В. В. Фокина, М. Али-Хусейна)
- Джомо «Лоренцаччо» А. де Мюссе (постановка В. В. Фокина)
- Цыган «Случай в Виши» А. Миллер (постановка М. М. Хуциева, режиссёры И. В. Кваша, Г. А. Фролов)

## Режиссёрские работы
Театр «Современник»:
- «Риск» О. Куваев (постановка Г. Б. Волчек и В. В. Фокина, режиссёр В. П. Поглазов)
- «Ревизор» Н. В. Гоголь (постановка В. В. Фокина, режиссёр В. П. Поглазов)
- «Звёзды на утреннем небе» А. Галин (постановка Г. Б. Волчек, режиссёр В. П. Поглазов)
- «Кот домашний средней пушистости» В. Войнович, Г. Горин (постановка И. В. Кваши, режиссёр В. П. Поглазов)
- «Крутой маршрут» Е. Гинзбург (постановка и режиссура Г. Б. Волчек, режиссёр В. П. Поглазов)

Классный театр п/р В. П. Поглазова:
- «Ревизор» Н. В. Гоголь (постановка В. П. Поглазова)
- «Утиная охота» А. Вампилов (постановка В. П. Поглазова)
- «Упыри» А. Н. Толстой (постановка В. П. Поглазова)
- «Недоразумение» А. Камю (постановка В. П. Поглазова)

## Фильмография
| Год  |   | Название                                 | Роль                                |  |
| ---- | - | ---------------------------------------- | ----------------------------------- |  |
| 1970 | ф | Зову живых                               | 15-я серия                          |  |
| 1970 | ф | Былое и думы (фильм-спектакль)           | Михайловский, корреспондент Герцена |  |
| 1973 | ф | Во весь голос (фильм-спектакль)          | Имя персонажа не указано            |  |
| 1974 | ф | Встреча                                  | 1-я серия                           |  |
| 1974 | ф | Вот такие истории (фильм-спектакль)      | Юра                                 |  |
| 1976 | ф | Вечно живые (фильм-спектакль)            | Василий, сын Аграфены Ивановны      |  |
| 1978 | ф | Двенадцатая ночь (фильм-спектакль)       | Имя персонажа не указано            |  |
| 1984 | ф | Дороже жемчуга и злата (фильм-спектакль) | Зима                                |  |
| 1987 | ф | Большевики (фильм-спектакль)             | Цюрупа, нарком продовольствия       |  |
| 1993 | с | Вишнёвый сад                             | Пищик                               |  |
| 2008 | с | Омела                                    | фильм 18, эпизод                    |  |
| 2008 | ф | Закон и порядок: Преступный умысел-3     | Оригинальное название неизвестно    |  |
| 2008 | с | Без срока давности                       | фильм 12                            |  |
| 2008 | ф | Срочно в номер-2                         | профессор                           |  |
| 2009 | ф | Бумеранг из прошлого                     | Бердянский                          |  |
| 2010 | ф | Смерть в пенсне, или Наш Чехов           | Пищик                               |  |
| 2011 | с | Сёмин. Возмездие                         | Имя персонажа не указано            |  |

| Год  |   | Название                                 | Роль     |  |
| ---- | - | ---------------------------------------- | -------- |  |
| 1984 | ф | Дороже жемчуга и злата (фильм-спектакль) | Режиссёр |  |